# アルグン・アカ
アルグン・アカ（モンゴル語: Arγun aqa, ? - 1275年）とは、 モンゴル帝国に仕えた書記官僚の一人。元々はオイラト部族の貧しい家柄の出であったが、オゴデイ家に仕えて出世し、最後にはモンゴルのイラン総督府の第4代長官となった。『元史』などの漢文史料では阿児渾(āérhún)、『集史』などのペルシア語史料ではارغون اقا(Arghūn āqā)と表記される。

## 概要
『集史』「オイラト部族志」や「ジャライル部族志」の伝えるところによると、アルグン・アカは貧しい家の出で、ある飢饉の年に父親によって、牛の腿肉一欠片でジャライル部のイルゲイ・ノヤンに売られてしまったという。イルゲイが自らの息子アルチダイ（阿勒赤歹）をオゴデイのケシクテイ（親衛隊）に入れる時、アルグンはその補佐役として選ばれたが、やがてその才能を発揮して立身出世し、やがてオゴデイにも親任されるようになったという。
オゴデイが第2代皇帝に即位して以後、イラン総督府では初代総督チン・テムルの息子エドグ・テムルを推すホラズム官僚と、第3代総督クルクズを推すホラーサーン官僚の争いが激しくなっていた。両者の争訟を調停するためにオゴデイが派遣したのがアルグンで、アルグンはクルバカ、シャムス・ウッディーンらとともにホラーサーンに赴き、クルクズらを裁判のためカラコルムに連れ帰った。アルグンは裁判においてクルクズを支持し、クルクズが勝訴して再度イラン総督に任じられると、アルグンはクルクズの僚友として軍政官に任じられた。しかし、イラン帰還後のクルクズは独善的な振る舞いが多かったためにアルグンは職を辞してモンゴルに帰還したが、オゴデイ死後の混乱の中でクルクズは再び告発を受けると、クルクズを拘束するためにアルグンは再びイランに派遣された。
クルクズが裁判によって処刑されると、アルグンはオゴデイ死後に国政を代行していたドレゲネによって新たなイラン総督に任じられた。1243/1244年、イランに到着したアルグンは従来のイラン総督府の直轄地域であったホラーサーン、マーザンダランには代理人を残し、自らはアゼルバイジャン地方のタブリーズに赴いてイラン方面タンマチが開拓した新領土の統治に尽力した。アルグンの到着に対してルーム、シャーム、アレッポのスルタンたちは庇護を求め、アルグンは使者を派遣してこれらの要請に応えた。1246年にグユクの即位式が行われると、アルグンはイラン一帯の有力者を誘ってカラコルムに向い、最終的には多数の西方出身の有力者がグユクの即位式に参列することとなった。また、この時アルグンはオゴデイ死後の混乱の中で諸王によって濫発されていた勅書・パイザを携えていってこれを無効とさせ、改めてイラン諸州の統治権を委ねられた。
グユクが西方親征のためにエルジギデイを派遣してルーム等の統治権を委ねると、それと同時にアルグンもイラク、アゼルバイジャン方面を委付された。この命令は、西方親征の実施にあたってアルグンが後方支援を司ることを念頭においた措置であったと考えられている。1247年、ナイマン部出身のモンケ・ボラトなる者がグユクの重臣で同じナイマン出身のカダク・ノヤンに取りいってアルグンを告発させるという事件が起こった。事態の深刻さを知ったアルグンは急ぎカラコルムに向ったが、道中のタラスでグユクの急死を知った。そこで会ったエルジギデイの要請でアルグンは再びイランに戻ることにしたが、グユクの急死によってイラン方面の統治は再び揺らぎつつあった。
1年後の1249年夏、アルグンは再びカラコルムに赴くことを決意し、また同時期にモンケ・ボラトもカラコルムにやってきたカラコルムでの裁判によってアルグンの潔白が証明され、アルグンは勝訴を得た。この勝訴にはグユクの寡婦オグルガイミシュが関わっていたと見られ、アルグンはオグルガイミシュと対立する次の最有力カアン候補のモンケとその母ソルコクタニ・ベキには直接挨拶せず、贈り物のみを渡してカラコルムを発った。しかし、アルマリクにてチャガタイ・ウルス君主イェス・モンケと面会している時、今度はモンケが新たなカアンとして選ばれ、即位式が行われるとの情報がもたらされた。そこでアルグンは再びカラコルムに向かい、1252年5月2日に新皇帝モンケに面会したアルグンは改めてイラン総督の地位を承認された。また、イラン統治の現況確認と同時にヤラワチがトランスオクシアナで実施したコプチュル税をイランでも導入することも決められた。
また、アルグンのイラン総督任命について、『元史』は「阿児渾（アルグン）を以て阿母河等処行尚書省事に充て、法合魯丁（ファフルッディーン）・匿只馬丁（ナジュムッディーン）に之を佐しむ」と表現しているが、これをモンケ即位年（1251年）のこととするのは誤りで、アルグンのイラン総督就任は1252年のことである。
アルグンは1年以上カラコルムに滞在した後、1253年8月にイランに向って出発した。イランに到着したアルグンはモンケより得た勅令をたてに官僚から誓紙を提出させ、コプチュル税の導入準備を始めた。その後、1255年にはフレグ率いる西アジア遠征軍をキシュで迎えて共にアム河を渡り、これ以後イラン総督府はフレグの統制下に入ることとなった。フレグにイランの統治を委ねた後、ジャマールッディーン・ハース・ハージブの告発を受けていたアルグンは再びカラコルムに赴き、モンケの下の裁判で勝訴を得た。しかし、やがてモンケは南宋親征に取りかかることになったので、再びアルグンはイランに戻ってフレグに仕えることになった。その後もフレグの息子アバカに仕え、チャガタイ・ウルスのバラクが侵攻してきた時にはホラーサーン太守トブシンを助けて活躍したが、1275年5-9月頃にラードカーンで亡くなった。

## 妻子

### 妻
- サルミシュ

### 子
- アミール・ノウルーズ
- オルダイ・ガーザーン
- ナリン・ハッジー
- レグズィー
- サルティルミシュ

## アルグン・アカを扱った作品
- コミックス「天幕のジャードゥーガル」（作：トマトスープ、秋田書店） - 作中では「アルグン」という名で登場。